# Tanque de leche
En el marco de la producción lechera, un tanque de leche o enfriador de leche a granel es una tina de depósito empleada para enfriar y conservar la leche a baja temperatura hasta que ésta pueda ser retirada por un camión de recolección de leche.

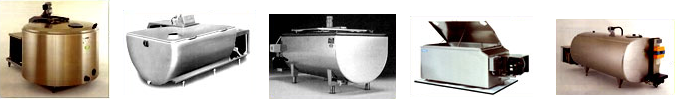
Tanques de leche.

## Características
Generalmente fabricado en acero inoxidable y utilizado todos los días para conservar en buenas condiciones la leche ordeñada; éste debe ser cuidadosamente lavado tras la recolección. El tanque de leche puede pertenecer al dueño del establecimiento (llamado también productor lechero) o de la industria láctea (empresa que se ocupa de la recolección y transformación de la leche). El tanque de leche es un elemento sumamente importante en el tambo.

### Tipos de tanques de leche
El productor tiene la opción entre tanques abiertos (de 150 a 3000 L) y cerrados ( de 1000 a 10 000 litros), ya sea de expansión directa o de reserva de agua congelada. El precio puede variar de mucho, según las normas de fabricación y si el tanque es comprado nuevo o de segunda mano.
El tipo y la capacidad del tanque dependen de:
- La cantidad de animales
- la cantidad de nacimientos
- de la frecuencia de la recolección de la leche
- de la calidad de leche deseada
- de la disponibilidad y los costos ligados a la energía y al agua
- de las posibilidades de desarrollo de la explotación lechera.

En los sistemas de expansión directa, la leche es enfriada por placas que están en contacto directo con la tina interior del tanque. Con el sistema de reserva de agua congelada, la leche es enfriada cuando el agua congelada pasa por la pared interna del tanque. Los silos para leche (10 000 litros y más) son utilizados por los grandes productores. Están concebidos para ser instalados en el exterior, cerca del tambo. Todos los sistemas de comando y la entrada y salida se encuentran en un ambiente cubierto y cerrado.

### Normas de fabricación de tanques de leche
Las normas definen (entre otros criterios): el aislamiento, la agitación de la leche, la potencia de enfriado, las tolerancias aceptables en las mediciones de cantidad de leche, la calibración ... Algunas normas son más exigentes que otras. 
 el Standard ISO 5708 publicado en 1983. 3A 13-10 actualizadas en 2003. EN 13732 publicadas en 2003.

## Descripción de un tanque de leche

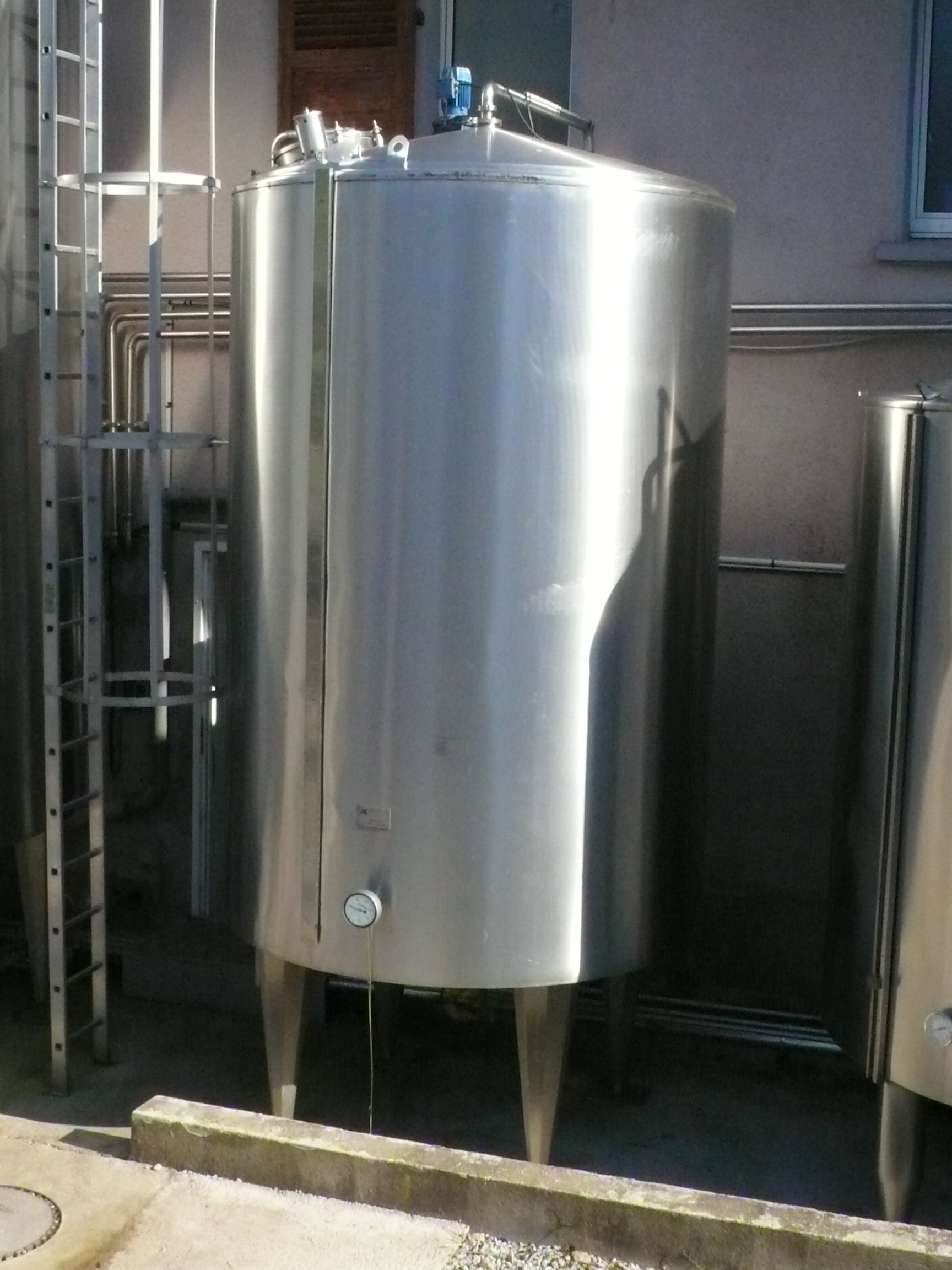
Tanque de leche vertical.

Un tanque de leche o enfriador de leche consiste en una tina interior y otra exterior, realizadas en acero inoxidable de calidad alimenticia. El tanque de expansión directa, soldado en el interior, tiene un sistema (evaporador) de placas y tubos en los que circula gas refrigerante (R22). Ese gas absorbe el calor del líquido contenido en la tina (la leche). Los tanques de expansión directa se entregan con un compresor y una grilla de condensación en la que también circula gas refrigerante. El mismo principio que para un refrigerador/heladera (refrigeración por compresión).
El espacio entre las dos tinas está recubierto de una espuma de poliuretano aislante. En el caso de tener problemas de electricidad y con una temperatura exterior de 30°, el contenido no debería recalentarse a más de 1° por cada 24 h . Para permitir un enfriado rápido y adecuado de la totalidad del contenido de la tina, cada tanque está equipado de al menos un agitador. La agitación de la leche permite que toda la leche en el interior de la tina quede homogénea y a la misma temperatura. En lo alto del tanque cerrado hay un visor para su inspección y para la limpieza manual, si fuera necesario. Este visor está cerrado con una tapa hermética. Hay además dos o tres pequeñas aberturas: una de aireación, las otras pueden ser utilizadas para la introducción del caño que introduce la leche del ordeñe en el tanque.
El tanque de leche reposa sobre 4, 6 u 8 patas ajustables. La tina exterior está ligeramente inclinada para permitir la total evacuación de la leche. En la parte inferior del tanque, hay una salida de vaciado, generalmente roscada con o sin válvula. Todos los tanques tienen un termómetro que permite verificar la temperatura del interior del tanque. La mayoría de los tanques tienen un sistema de lavado automático: se utilizan agua fría y caliente combinadas con productos de limpieza ácidos y básicos. Una bomba y un difusor lavan el interior, lo que permite conservar ese espacio limpio cada vez que el tanque es vaciado.
Casi todos los tanques disponen de una caja de comandos con un termostato que controla el proceso de enfriado. La persona responsable puede poner en marcha o detener el tanque, comandar la agitación de la leche, iniciar el proceso de lavado del interior del tanque y reiniciar el sistema. Los tanques más recientes y de gran capacidad están equipados con un sistema de control y alarma. Esos sistemas verifican la temperatura del interior del tanque, el funcionamiento del agitador, el equipo de frío y la temperatura del agua de lavado. En caso de mal funcionamiento, se dispara una alarma. Esos sistemas pueden además guardar en la memoria la temperatura y el mal funcionamiento por un determinado período.

## Operativa

### Preenfriado de la leche
Por razones de economía de energía y de calidad de leche, lo ideal es preenfriar la leche desde la salida de la ubre antes que entre al tanque, utilizando tubos de enfriado en los que circula agua fría proveniente de un pozo o de un reservorio de agua helada. Este sistema permite enfriar significativamente la leche antes de entrar al tanque.

### Temperatura de enfriado
La temperatura normal de depósito de leche es de 3 o 4 °C. Para la fabricación de queso de leche cruda, lo ideal es conservar la leche a 12 °C de este modo, las características de la leche estarán mejor preservadas. El tanque de leche casi nunca se llena completamente de una sola vez. Un tanque equipado para dos ordeñes está concebido para enfriar el 50 % de su capacidad de una sola vez. Un tanque equipado para cuatro ordeñes está concebido para enfriar el 25 % de su capacidad de una sola vez y uno para seis ordeñes, un 16,7 % de su capacidad. La capacidad de enfriado depende de la cantidad de ordeñes necesarios para llenar el tanque, de la temperatura ambiente y del tiempo de enfriado.

### Lavado de tanques de leche
El lavado automático es utilizado en todos los tanques cerrados. Este es activado por el recolector de la leche, luego del vaciado del tanque. Un lavado en caliente comprende las siguientes etapas:
1. Prelavado con agua fría
2. Prelavado con agua caliente para calentar las paredes de la tina interior
3. Proyección de una solución a base de detergente y agente esterilizante a 50 °C durante diez min
4. Enjuague con agua fría (en algunos casos, clorada)
5. Enjuague final con agua potable fría
6. Los tanques lavados con ácido deben ser tratados con productos para hacer desaparecer la piedra de leche

## Costos de funcionamiento
Los costos de funcionamiento más bajos pueden ser obtenidos cuando un depósito de agua helada se combina con la utilización de una tarifa de horas de menor consumo de electricidad. El pre-enfriado en placas o en tubo alimentado de agua fría de pozo, reduce mucho los costos de enfriado y mejora la capacidad de enfriado del tanque. El equipo de frío, que no es parte integral del tanque, debería estar ubicado en otro ambiente, bien ventilado.
En la medida de lo posible, los condensadores no deben estar al sur. Deben estar instalados de manera de poder recibir y evacuar grandes cantidades de aire. El tanque de leche debería estar siempre ubicado de manera que sea accesible para los camiones de recolección (menos de tres metros) y posicionado de forma tal que el camión no tenga que atravesar una zona de paso de los animales.
Si bien los tanques son calibrados en el momento de su instalación, no sería raro tener un tanque mal calibrado (golpes, leves movimientos del terreno). Esto puede traducirse como una pérdida para el productor de leche. Puede llegar a haber hasta 22 L de diferencia por vaciado. Es aconsejable hacer recalibrar el tanque.

## Estándares de salidas de tanques de leche
Salida sueca (SMS 1145), salida alemana (DIN 11851), salida inglesa RJT (BS 4825), salida IDF(ISO 2853), tri-clamp (ISO 2852), danesa (DS 722), se pueden encontrar todos estos tipos de salidas, sin mencionar los diferentes diámetros. Estos estándares difieren según el país. Esas salidas no estándar son un problema para los recolectores de leche. El recolector de leche debe adaptar el pico de su tubo en cada caso.

## Otros usos de un tanque de leche
Los tanques de leche son utilizados para calentar o enfriar un líquido y mantenerlo a temperatura constante. Por el hecho de ser de utilización alimenticia y de acero inoxidable, prácticamente cualquier líquido puede ser depositado: agua, zumos de frutas, miel, vino, cerveza, tinta, pintura, cosméticos, aditivos alimentarios, cultivos bacterianos, líquidos de limpieza, aceite, sangre, etc.